# Universidade Hamline
A Universidade de Hamline (Hamline University) é um estabelecimento de ensino privado situado em Saint Paul, Minnesota, EUA. Foi fundada em 1854 por Leonidas Lent Hamline.